# ブラッド・スポーツ

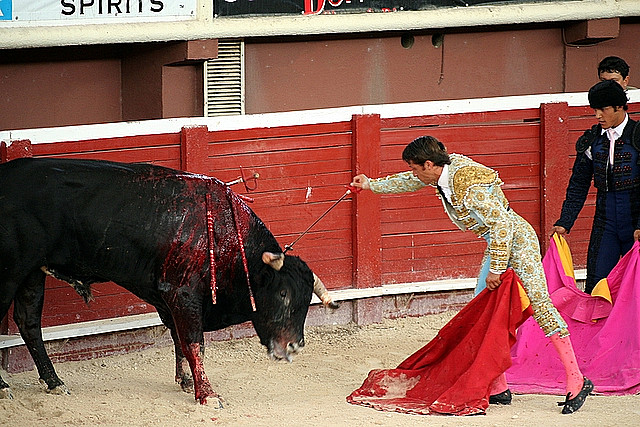
闘牛

ブラッド・スポーツとは、動物に暴力をふるう、あるいは動物同士を戦わせて楽しむスポーツであり余興である。その歴史は古く、市民だけでなく王侯貴族からも広く好まれた見世物であり、例えばエリザベス朝時代のイギリスでは熊や猿を連れた旅芸人が犬をけしかけたり、観衆に石を投げさせて娯楽とした。当時は狂人の観察などと並ぶ人気の興行であり、芝居見物などと等しいごく普通の習慣だった。
現在でも獲物を追いかけさせるコーシング、闘鶏や闘犬などが行われている地域がある。たいてい血が流れる上、動物が何匹か死んでしまうこともしばしばである。なお、人間同士が行うもの（剣闘、流血プロレスなど）、あるいは動物に人間を襲わせる処刑もかつては余興や見世物として行われたが、これらをブラッド・スポーツの範疇に入れて語られることはほとんどない。
犬追物のように見世物ではなく武芸の鍛錬として行われることもある。

## 語源

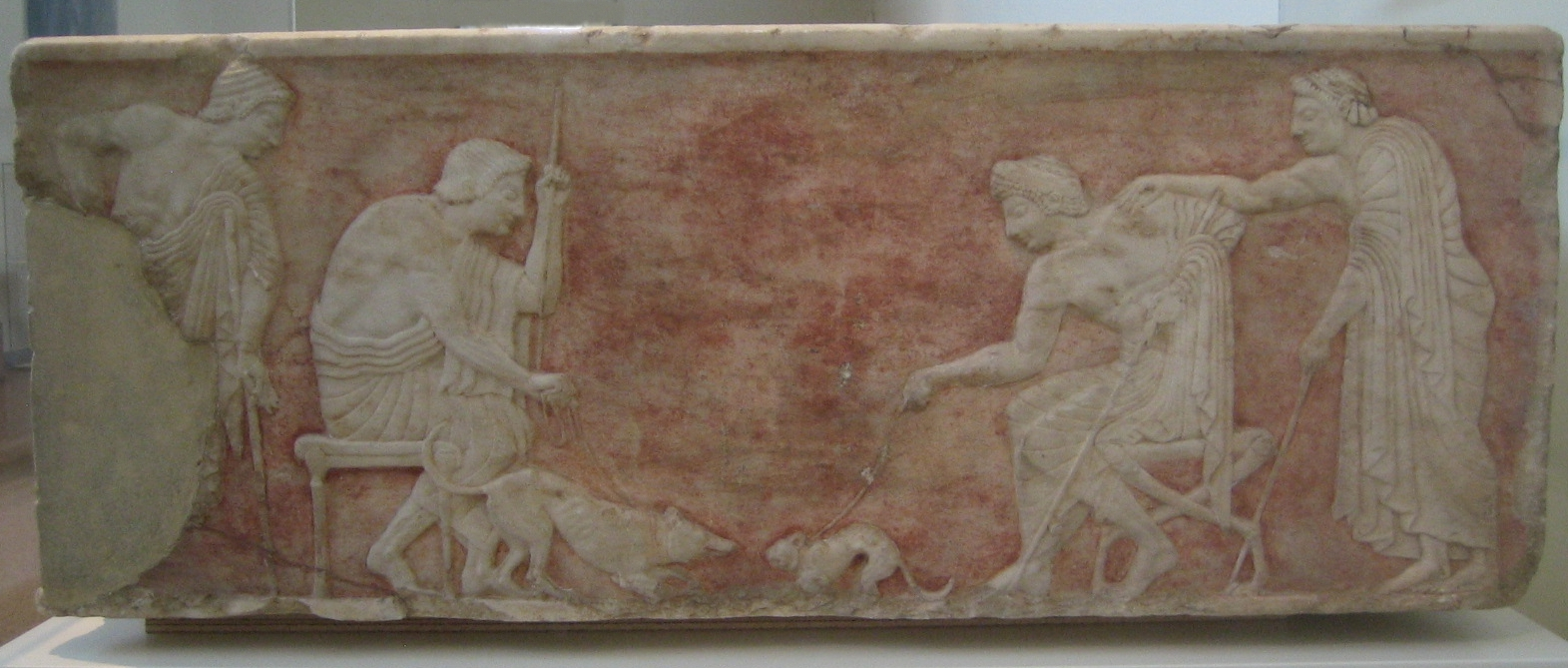
古代ギリシアでも余興として動物を戦わせていた（アテネ国立考古学博物館）

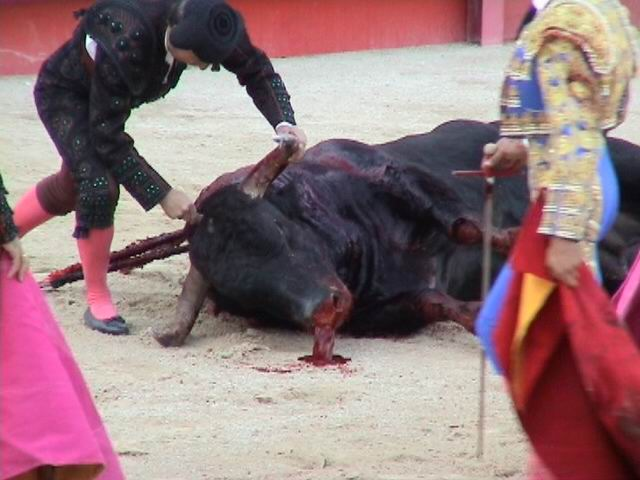
闘牛士に最後は短剣で殺される(フランス)

タナー・カーソンによれば、もともとこの言葉は馬上で動物を狩るときのことを指して使われており、例えば狐狩りや兎狩りのように獲物を激しく追いかけるものだった。火器の前に弓や槍を使って狩人は動物を傷つけることもあったが、その獲物を追いかけて、近距離になったら通常は殺すことになる。中世の猪狩りなどはその典型である。そして「ブラッド・スポーツ」という語は作家のヘンリー・ソルト(1851–1939)によって広められた。
それが後に自らが動物に危害を加るものから動物同士を戦わせるものまで様々な催しにも使われるようになった。牛や熊、 闘鶏に始まり、後には闘犬や鼠もブラッド・スポーツと呼ばれた。これらの動物には競技に特化したしつけがおこなわれ、争わせるためだけの存在であり逃げることは許されなかった。ヴィクトリア朝期になると進歩派の人間が現れて、倫理や道徳、動物愛護といった観点からブラッド・スポーツに声を大にして反対し始めた。イングランドでは動物虐待防止協会などが主導的な役割を果たし、法が整備されてこの見世物には罰が科されるようになった。
役人や聖職者たちですら好んでいたブラッド・スポーツという言葉の使われ方が変わったと言うことは、社会進化というものがいかに複雑な言葉であるかということの証左でもある。

### 狩猟とスポーツハンティング

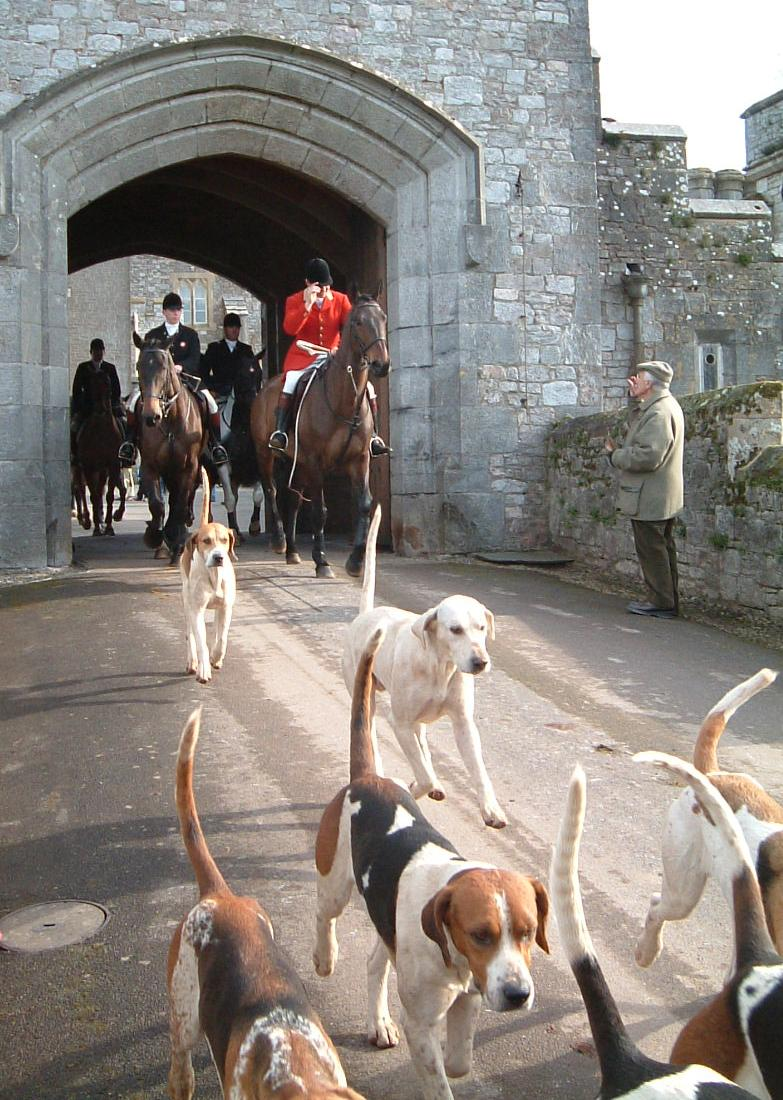
伝統的なスタイルでキツネ狩りを始める貴族

ブラッド・スポーツのなかでも興行的な要素がなく、本来の狩猟に近い形態はスポーツハンティングと表現される。
イギリスにおいてアカギツネを対象としたスポーツハンティング「キツネ狩り」は、貴族の象徴であったが、産業資本主義が興隆するに従い、有産階級・商人階級も貴族への象徴的近接の手段として、特権的な行為であったスポーツハンティングを嗜むようになる。これはノルベルト・エリアスのいう「世俗化の過程」の一事例でもある。
動物の権利を主張し、愛護しようという団体はブラッド・スポーツという言葉の拡大を求めている。特に、捕鯨をはじめさまざまな狩猟の蔑称として用いるべきだと主張している。動物愛護団体はとりわけ剥製をもとめて狩りをしたり、狐を追いかけたりするものをブラッド・スポーツとして甚だしく下品な行いだとしている。

### 試合

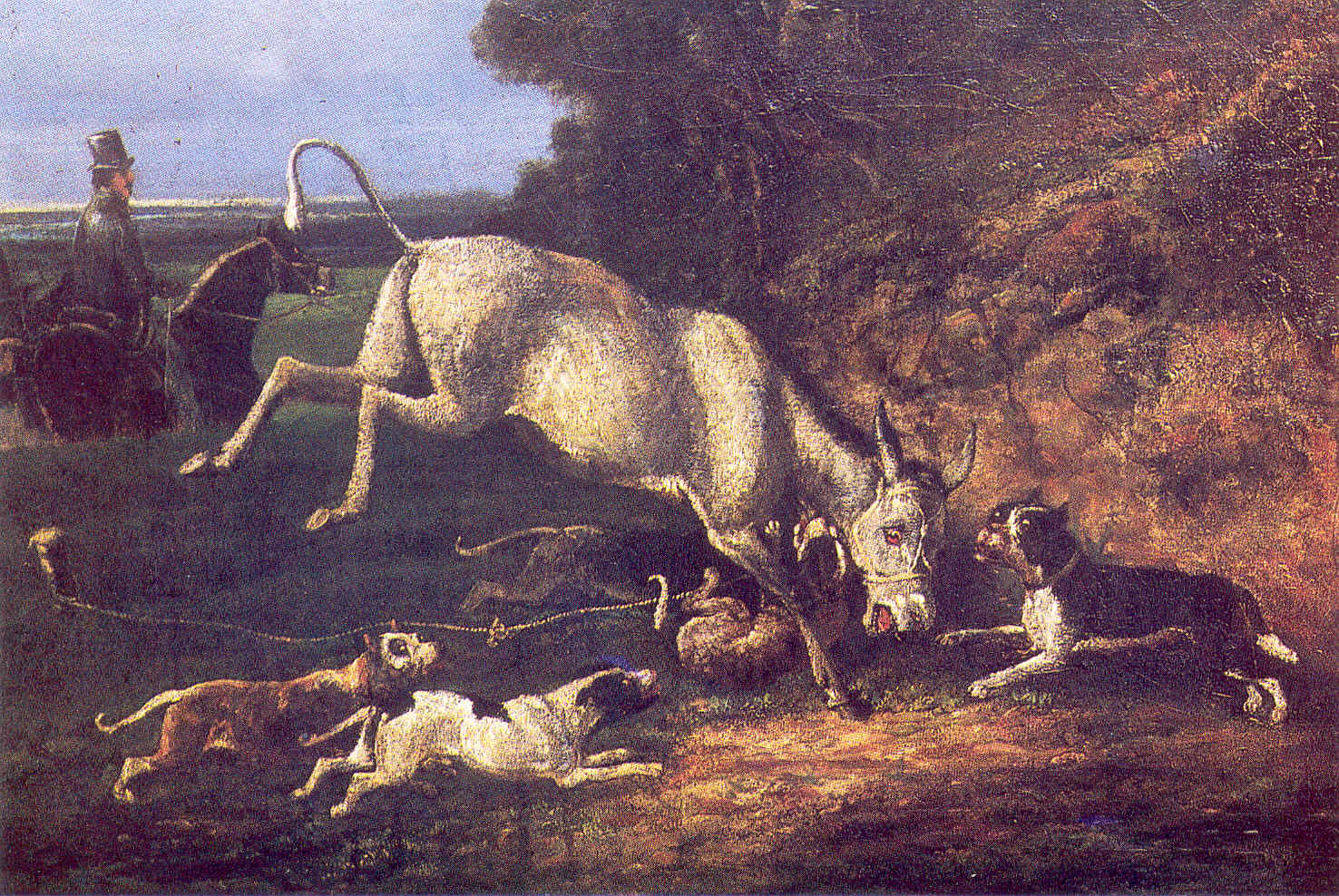
ロバいじめ

世界のほとんどの国でブラッド・スポーツに類するものは法的な制限を受けている。特定の場所で、程度に差はあれど監督をうけることで合法となっているものもあるが（たとえば闘牛や闘鶏）、どこも人気は下降している。
ブラッド・スポーツを擁護する人間はたいてい伝統文化の支持者として引き合いにされている。例えばスペイン闘牛の愛好家は、この競技を「単なるスポーツではなく文化的な活動だ」と表現しているが、形式に差はあれど牛は必ず殺されるし、闘牛士も常に死の危険にさらされているため、批判の声は年々増加している。さらに2007年8月にTVE（スペイン国営テレビ）が闘牛の生放送を中止してからはその衰退が激しくなってきている。

### インターネット動画
動画共有サイトのYouTubeはRSPCAなどの動物愛護団体によって批判を受けている。こういったサイトに動画を投稿することを前提にして動物を争わせるビデオ― 特にある動物を別の動物のエサにするもの ―が放置されているというものである。

## ブラッド・スポーツの一覧

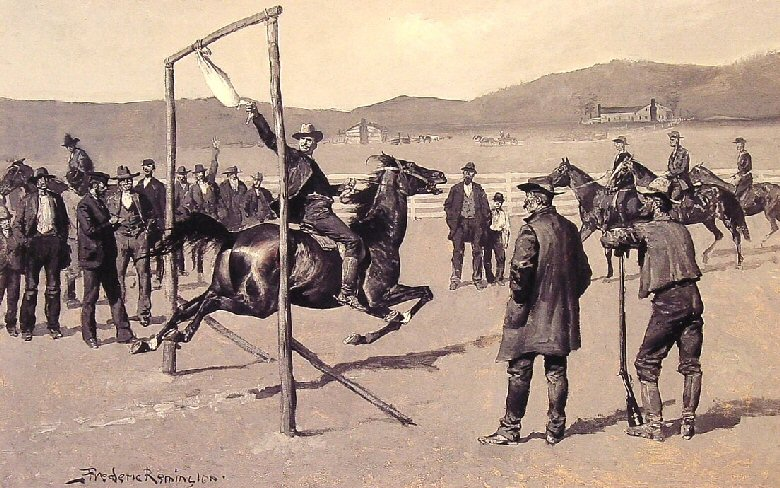
19世紀のウェストバージニア州で行われる「ガチョウ引き」(フレデリック・レミントン画）。勢いよくガチョウの頭を引き抜くとそのまま首がすっぽ抜ける。

| - ロデオ (チリ) - ガチョウ引き - ロバいじめ - アヒルいじめ - アナグマいじめ - 熊いじめ - ボクシング - 牛いじめ - 闘牛 - 闘鶏 - 闘犬 - 闘熊 - 闘魚 - 闘蟋 - 鶏投げ - コーシング - ハブ対マングース - ブズカシ |  | - キツネ狩り - 狐潰し - ウサギ狩り - 豚いじめ - ヒトいじめ - ハイエナいじめ - 昆虫相撲 - ジャッカル狩り - ライオンいじめ - 猿いじめ - 蛸レスリング - 鼠いじめ - くも合戦 - 闘鳥 - 闘馬 - 闘羊 - 犬追物 |

ギャラリー
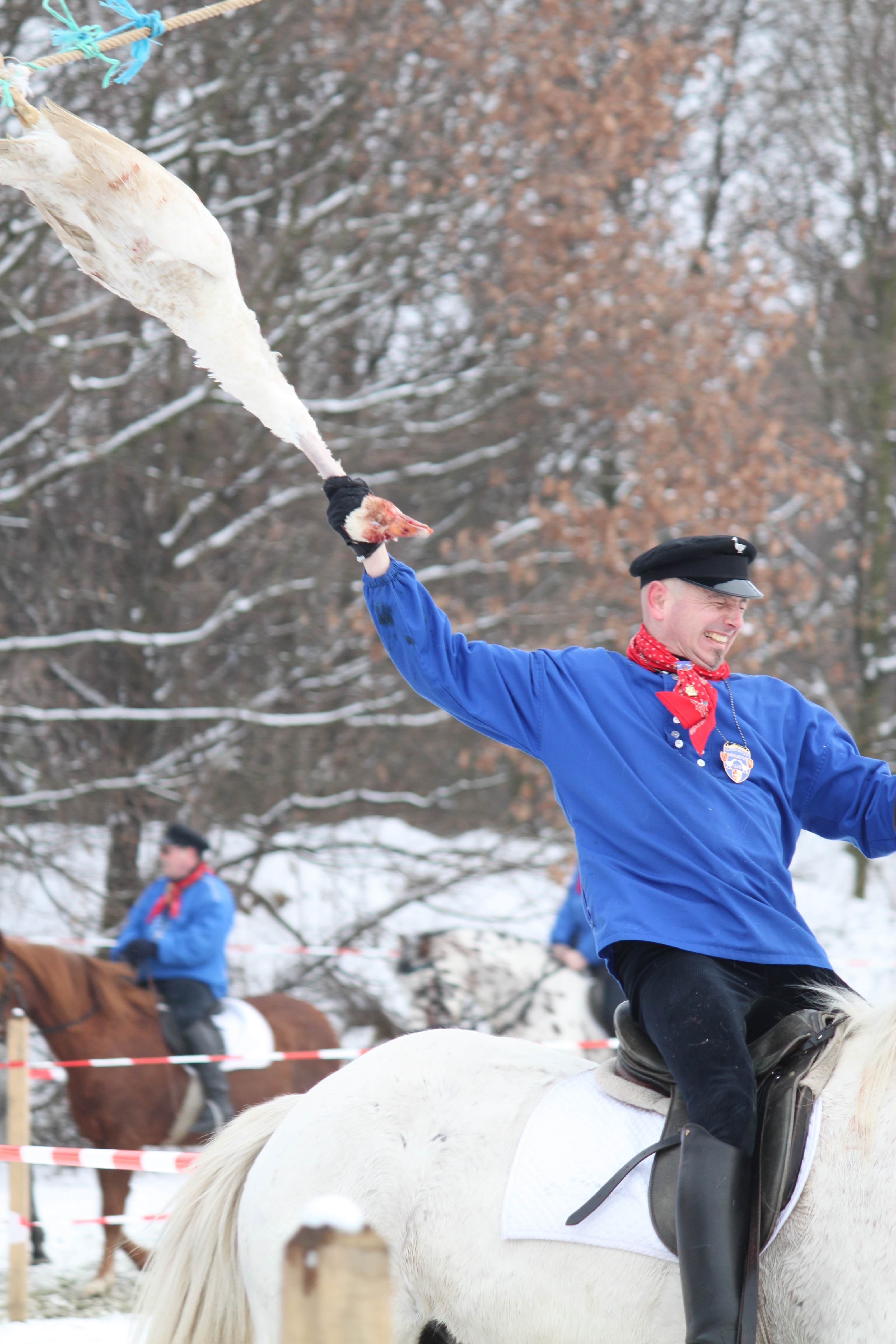
ガチョウ引き（2010年、ドイツ）現在では死んだガチョウを使う
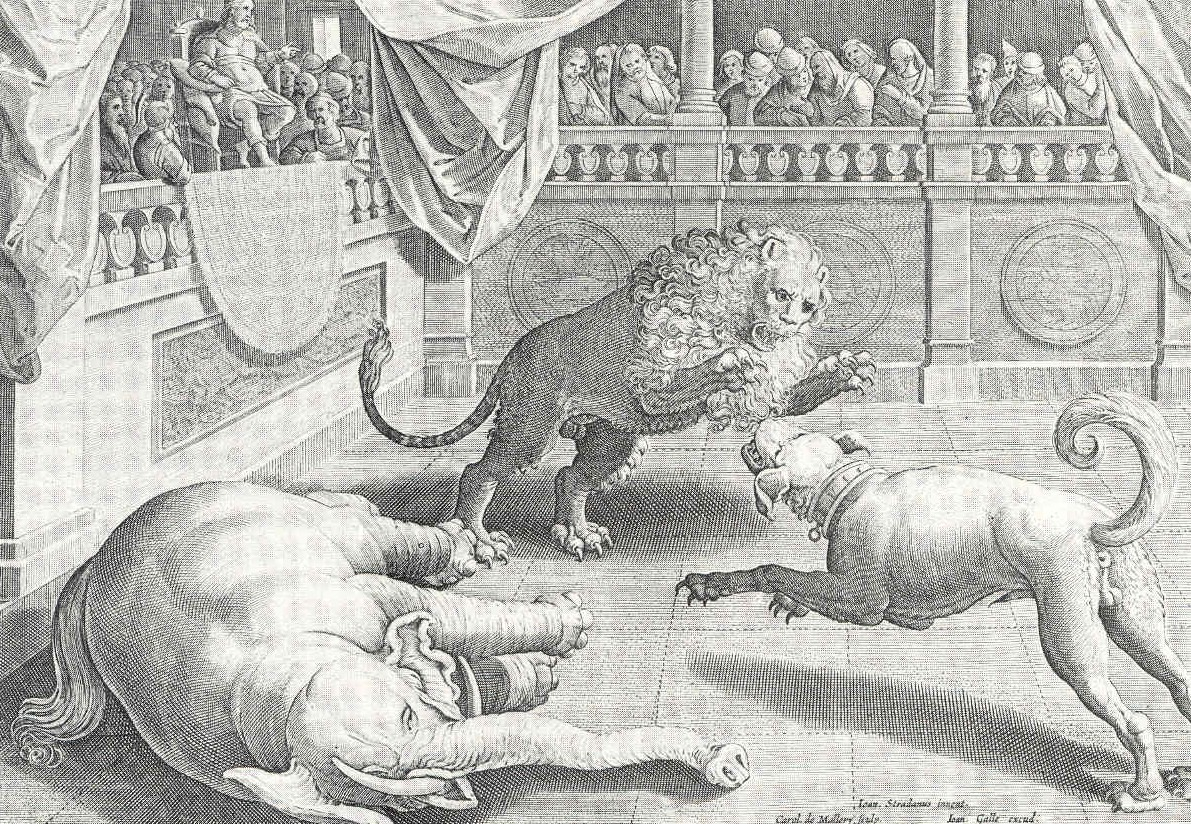
アレクサンダー大王が観劇するライオンいじめ(ストラダヌス画)
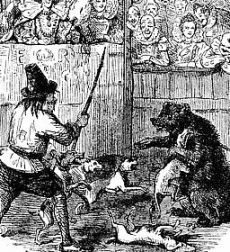
熊いじめ(17世紀)
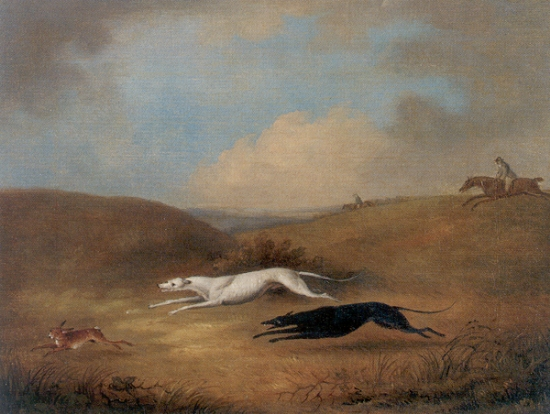
兎狩り(ヘア・コーシング)

## ブラッド・スポーツに反対する団体
- 動物解放戦線
- 狩猟妨害協会
- アイルランド反ブラッドスポーツ協会
- 残虐スポーツ反対同盟
- 世界動物保護協会
- 全米人道協会